# 漆工镇
漆工镇，是中华人民共和国江西省上饶市弋阳县下辖的一个乡镇级行政单位。

## 行政区划
漆工镇下辖以下地区：
程家村、杨桥村、赖家村、黄家源村、洋泥畈村、湖塘村、烈桥村、仙湖村、余仓村、西杭村、窖头村、朝阳村、西源山分场生活区、荷树畈分场生活区和祝家分场生活区。